# 比亞里卡區
比亞里卡區（西班牙語：Distrito de Villa Rica），是秘魯的一個區，位於該國中部帕斯科大區的奧克薩潘帕省，始建於1944年11月27日，面積896.42平方公里，海拔高度1,500米，2005年人口16,931，人口密度每平方公里19人。